# Деян Ловрен
Дѐян Ло̀врен (на хърватски: Dejan Lovren) е хърватски футболист на ПАОК. Роден е на 5 юли 1989 г. в Зеница, бивша Югославия, днес в Босна и Херцеговина. Играе на поста централен защитник.

## Състезателна кариера
Роден е на 5 юли 1989 г. в Зеница, бивша Югославия, днес в Босна и Херцеговина.
Когато е на три години през 1990 г. започва войната в Босна и Херцеговина. Тогава семейството му напуска Югославия и се заселва в Мюнхен, Германия. Седем години по-късно след края на войната семейството се завръща, поради липса на необходимата документация. Заселват се в Карловац, близо до столицата Загреб. Именно там Ловрен прави първите си футболни стъпки в школата на НК Карловац.

### Динамо Загреб
През 2004 г. преминава в школата на Динамо Загреб. На 10 юни 2006 г. дебютира за мъжкия отбор на Динамо в мач от Висшата лига срещу Интер Запрешич. На 17 юли 2007 г. е изпратен под наем да се обиграва в отбора на Интер Запрешич, където изкарва два сезона. След завръщането си от наем, Ловрен редовно попада в титурярния състав на Динамо, като само за сезон 2008-09 взима участие в 38 мача и отбеляза три гола. През сезон 2009-10 взима участие в четирите квалификации за Шампионската лига срещу Пюник Ереван и Ред Бул Залцбург в които отбелязва един гол.

### Олимпик Лион
През януари 2010 г. 20-годишният Ловрен преминава във френския Олимпик Лион, като подписва договор за 4,5 години на стойност 10 милиона евро.
Прави дебют за Олимпик на 24 януари 2010 г. в мач за купата на Франция при загубата от Монако с 2-1.
На 31 януари записва и първия си мач в Лига 1 за домакинската победа над Пари Сен Жермен с 2-1. До края на пролетния полусезон записва още 10 срещи, но няма право да играе в Шампионската лига, поради факта, че вече е записал участие с бившия си клуб Динамо Загреб в същия турнир.
През сезон 2010-11 след напускането на двама защитници Жан-Ален Бумсонг и Матийо Бодмер Деян Ловрен постепенно се утвърждава като титуляр. В някои срещи е използван и като ляв или десен външен бранител, което го превръща в универсален защитник.
През ноември 2010 г. авторитетното списание Дон Балон публикува списък със 100-те най-добри млади играчи в света сред които е и Деян Ловрен.

### Саутхамптън
На 14 юни 2013 г. Деян Ловрен подписва със Саутхемптън за срок от четири години, като сделката се оценява на стойност 8,5 милиона паунда.
Прави дебюта си във висшата лига на 17 август 2013 г. за победата с 1-0 при гостуването на Уест Бромич.
Първия си гол за Саутхемптън отбелязва срещу Ливърпул в шампионатен мач игран на Анфийлд на 21 септември 2013 г., с който носи победата за своя отбор с 0-1.
На 19 октомври същата година асистира в заключителните минути на Адам Лалана за изравнителния гол срещу Манчестър Юнайтед при равенството 1-1 на Олд Трафорд.
В края на първия си сезон във Висшата лига Ловрен попада в класация на авторитетното спортно издание „Bloomberg Sports“ сред 50-те най-добри футболисти от Топ 5 на най-силните шампионати в Европа. В тази класация той е петият най-високо класирания от състезателите на висшата лига и заема 31-во място от всички останали в списъка.

### Ливърпул
На 27 юли 2014 г., след много спекулации относно бъдещето на футболиста Деян Ловрен става третият футболист на Саутхемптън, след съотборниците си Рики Ламбърт и Адам Лалана, който преминава в рамките на един трансферен прозорец в отбора на Ливърпул. Той подписва четиригодишен договор, като сделката е на стойност от 20 милиона паунда.
На 10 август прави дебюта си в контролата на Ливърпул срещу Борусия Дортмунд на Анфийлд и отбеляза втория гол за победата с 4-0.
Официалният му дебют е на 17 август в първия мач от новия сезон във Висшата лига, като играе пълни 90 минути за победа над бившия си клуб Саутхемптън на Анфийлд с 2-1.
Първия си гол за Ливърпул отбелязва на 28 октомври в мач от Висшата лига срещу Суонзи, с който носи победата с 2-1 в края на добавеното време.

## Национален отбор
Първата си повиквателна за хърватския национален отбор получава през 2009 г. от мениджъра Славен Билич, който включва състезателя за мача срещу Беларус на 12 август. Преди това Ловрен записва 48 срещи в различните национални отбори на Хърватия в които отбелязва четири гола.
На 2 септември 2011 г. отбелязва първия си гол срещу Малта в квалификационен мач за ЕВРО 2012. Попада в списъка от 23-ма състезатели за самия турнир, но отпада заради контузия само една седмица преди началото на турнира.
През май 2014 г. Ловрен попада в предварителния списък от 30 състезатели на треньора Нико Ковач за Световното първенство в Бразилия през 2014 година. На 12 юни в срещата от откриването на турнира срещу домакините от Бразилия, игран в Сао Пауло, Ловрен фаулирва Фред в 69-ата минута при резултат 1-1. Отсъдена е спорна дузпа, която е реализирана от Неймар за победата с 3-1.

## Успехи
Динамо Загреб
- Шампион на Хърватия (2): 2005–06, 2008–09
- Купа на Хърватия (1): 2009

 Интер Запрешич
- Шампион на Втора хърватска футболна лига (1): 2006–07

 Олимпик Лион
- Купа на Франция (1): 2012

Хърватия
- Трето място и бронзов медал на Световното първенство по футбол 2022 в  Катар.[23]